# Мохаммед Шафи Ширази

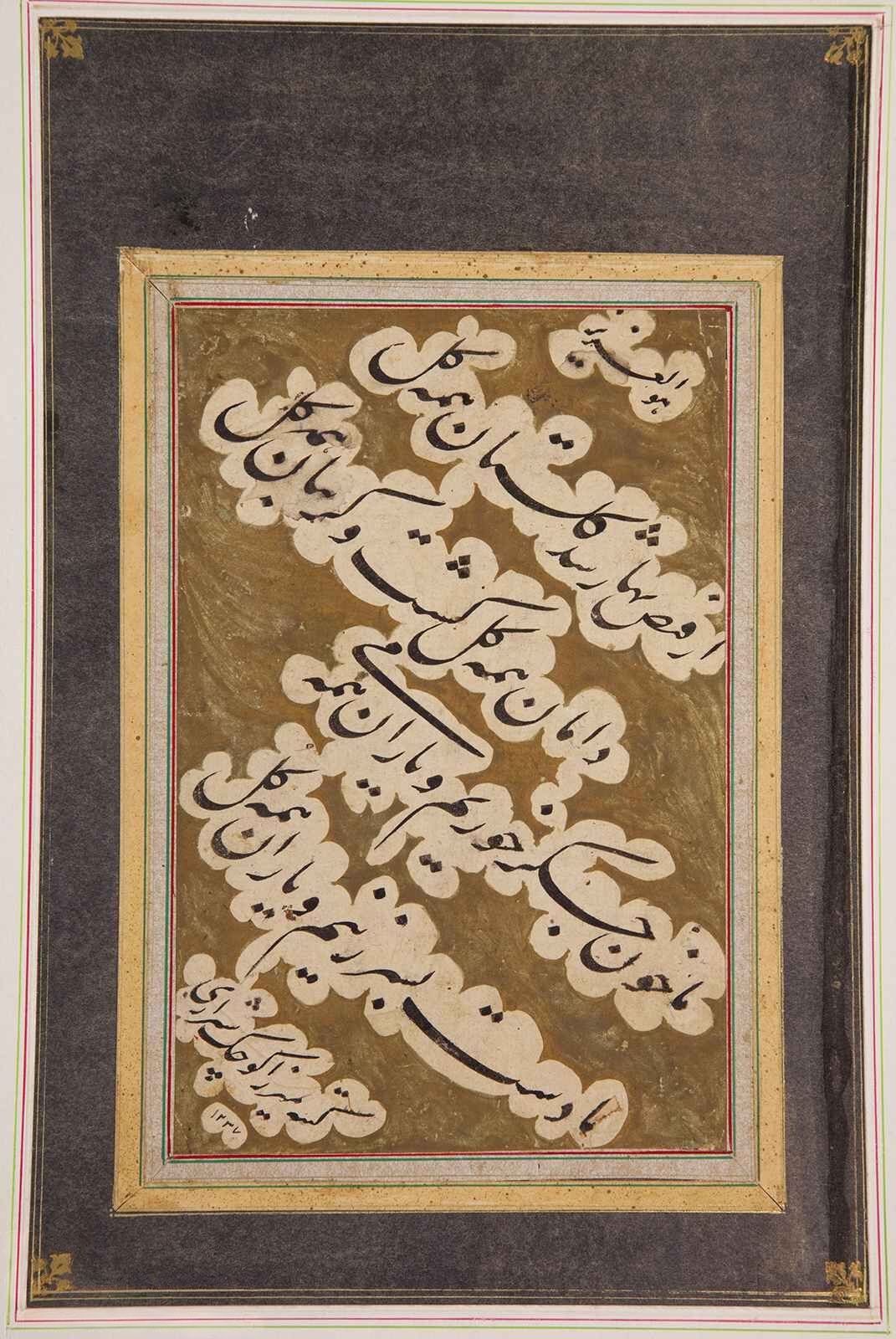
Оригинальная каллиграфическая работа Мохаммеда Шафи Ширази (Висаля Ширази), 1237 год хиджры (около 1822 года). Экспонат Музея Исламского консультативного собрания Ирана.

Мохаммед Шафи Ширази перс. محمدشفیع وصال شیرازی‎ (1783 – 1846 гг.) — известный как Висаль, также имевший прозвища «Абу Мохаммед» и «Абу Ахмед», поэт, писатель и знаменитый каллиграф своего времени. Он иногда подписывал свои работы как «Мирза Кучак» («Маленький Мирза»), также на некоторые свои произведения ставил имя Висаль Ширази.

## Происхождение
Родился в Ширазе, в семье Мохаммеда Исмаила Ширази. Прапрадед Висаля во времена Сефевидов управлял шахрестаном Гармсират в Фарсе. Дед Висаля, Мирза Шафии, был секретарём Надир-шаха. После окончания эпохи династии Зендов Мирза Шафии оказался вдали от государственных дел и умер в бедности. Он имел четырёх детей, один из которых, Мирза Касем, был старейшиной шиитского суфийского движения Захибийя; другой сын, мирза Эсмаил не имел равных в каллиграфии, философии и математике. В юности он быстро ушел с государственной службы и переехал в Азербайджан, после скитаний вернулся в Шираз, где женился на дочери ширазского поэта Мирзы Абдуррахима. От этого брака в 1783 году родился будущий поэт Висаль Ширази.

## Жизнь
Висаль достаточно рано осиротел и был взят под опеку отцом своей матери, который, однако, умер через два года. Воспитанием Мирзы Кучака занялся его дядя по материнской линии, Мирза Абдулла. Мирза Абдулла не был выдающимся каллиграфом, но зарабатывал на жизнь переписыванием Корана. В сознательном возрасте Висаль Ширази желал стать дервишем и бедняком, но затем передумал, найдя своё место в искусстве.
Многие правители и султаны желали видеть Мохаммеда в своём окружении, но Висаль государственной службе предпочитал переписывание книг и Корана. Он говорил своим детям: «Поэзия прекрасное занятие, но быть придворным поэтом непристойно, потому что море знаний и умений используется для выпрашивания подаяний».
Висаль два раза в неделю читал публичные лекции. В возрасте шестидесяти четырёх лет Висаль заболел катарактой и даже на один год потерял зрение. Висаль так сильно любил учиться, что после лечения, со страстью взявшись за книги, снова ослеп. Умер в месяц  раджаб 1262 хиджры (Июль-август 1846 года) и похоронен в мавзолее в Шах-Черах  в Ширазе, рядом с могилой своего учителя Мирзаи Сокута.
Висаль Ширази имел шесть сыновей: Вакар, Хаким, Давери, Ферханг, Таухид, Йездани . Все они стали известнейшими поэтами и каллиграфами своего времени.

## Поэзия
Висаль считается одним из величайших писателей и поэтов своего времени. Диван его стихов включает в себя более 30 тысяч бейтов и около 12 тысяч стихов. Висаль лучше многих других преуспел в чтении «Марсибе-Сарай» — поэмы, посвященной имаму Хасану. Им написаны сборники «Диван» и маснави «Базме Весаль», «Фархад и Ширин». Кроме того, он перевёл на персидский язык сочинение  Махмуда аз-Замахшари «Атваг аз-захаб (Золотой обруч)».

## Каллиграфия
Висаль имел очень хороший каллиграфический почерк. Писал в основном насхом, насталиком и шекасте насталиком. Лучше всего получали надписи насхом, они выходили особенно элегантными и изящными.